# Coursetia ferruginea
Coursetia ferruginea är en ärtväxtart som först beskrevs av Carl Sigismund Kunth, och fick sitt nu gällande namn av Matt Lavin. Coursetia ferruginea ingår i släktet Coursetia, och familjen ärtväxter. Inga underarter finns listade i Catalogue of Life.